# کیش‌نانا
کیش‌نانا (به مجاری:  Kisnána) یک منطقهٔ مسکونی در مجارستان است که در ناحیه دیوندیوش واقع شده‌است. کیش‌نانا ۲۲٫۵۸ کیلومتر مربع مساحت و ۱٬۰۴۹ نفر جمعیت دارد.